# Artoria quadrata
Artoria quadrata Framenau, 2002 è un ragno appartenente alla famiglia Lycosidae.

## Etimologia
Il nome proprio della specie deriva dall'aggettivo latino quadratus, -a, -um, cioè quadrato, in riferimento alla forma quasi rettangolare dell'apofisi mediana del pedipalpo maschile.

## Caratteristiche
Questa specie è simile ad A. lineata e A. ulrichi; se ne differenzia per la forma dell'apofisi mediana del pedipalpo che è alquanto rettangolare, anziché a forma di cucchiaio.
I maschi hanno una lunghezza totale di 4,5 millimetri; il cefalotorace misura 2,4 millimetri di lunghezza e 1,8 di larghezza.
Le femmine hanno una lunghezza totale di 5,8 millimetri; il cefalotorace misura 2,5 millimetri di lunghezza e 1,7 di larghezza.

## Distribuzione
La specie è stata reperita nell'Australia sudorientale: presso la località di Valencia Creek, lungo il fiume Avon, nello stato di Victoria il 18 dicembre 1996 è stato rinvenuto l'olotipo maschile; altri esemplari sono stati reperiti nel Nuovo Galles del Sud (località Abercrombie Caves) e nel Territorio della Capitale Australiana (nei pressi di Canberra).

## Tassonomia
Al 2016 non sono note sottospecie e dal 2002 non sono stati esaminati nuovi esemplari.